# Nœud de fouet
Le nœud de fouet ou noeud de bosse est un nœud qui a la particularité d'être coulissant ou fixe à volonté.
On peut le faire autour d'une structure solide ou autour du dormant, réalisant une boucle coulissante de taille variable pouvant coulisser et être bloquée à tout moment le long d'un deuxième cordage de taille variable.

## Utilisations
Il permet de réaliser des tendeurs, à la manière des S métalliques utilisés pour les tentes de camping. Utile pour attacher un hamac. On s'en sert aussi en cerf-volant pour réaliser des tendeurs destinés à cintrer l'appareil et lui donner du dièdre.

## Réalisation
C'est un nœud de difficulté moyenne, qui consiste à faire des boucles des deux côtés du dormant ou d'un support fixe (généralement deux boucles d'un côté, une de l'autre) et de ressortir par l'intérieur (voir illustrations). Une fois serré, on peut facilement le déplacer en le tenant à la main, mais, si l'on tire sur la boucle, il se bloque et ne coulisse pas.

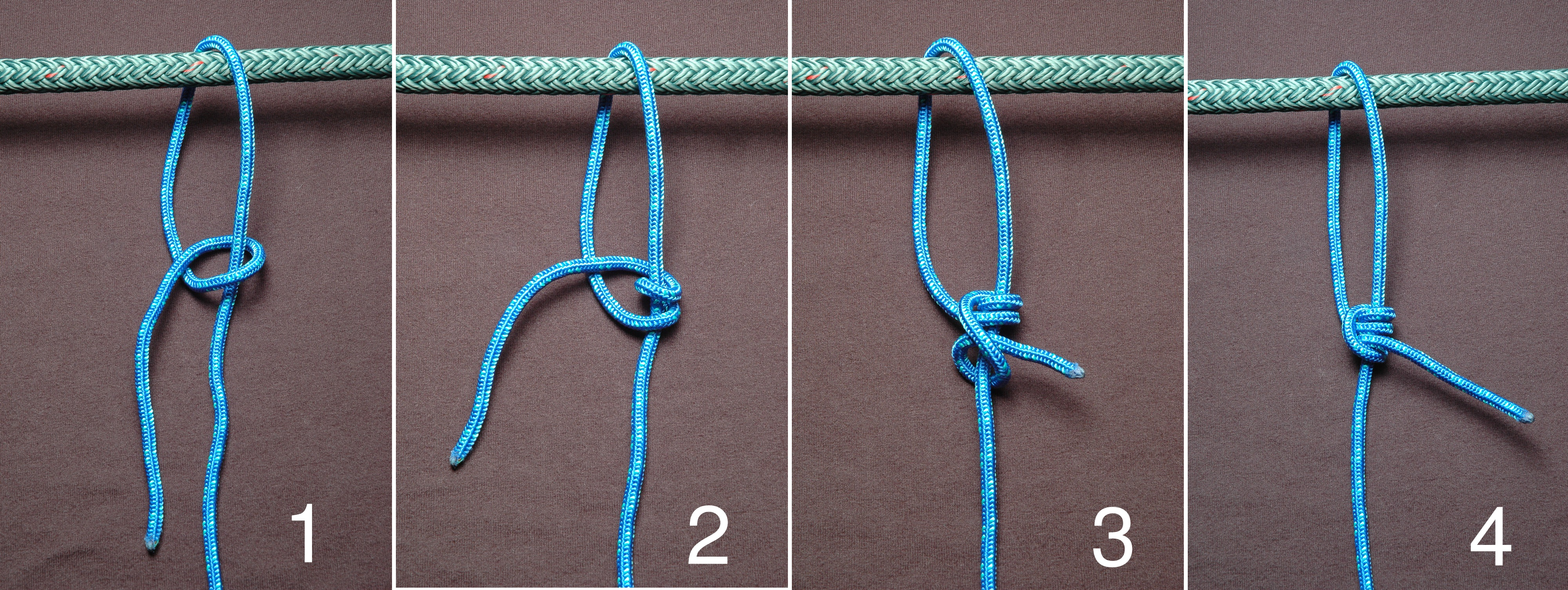